# RW Kitcars

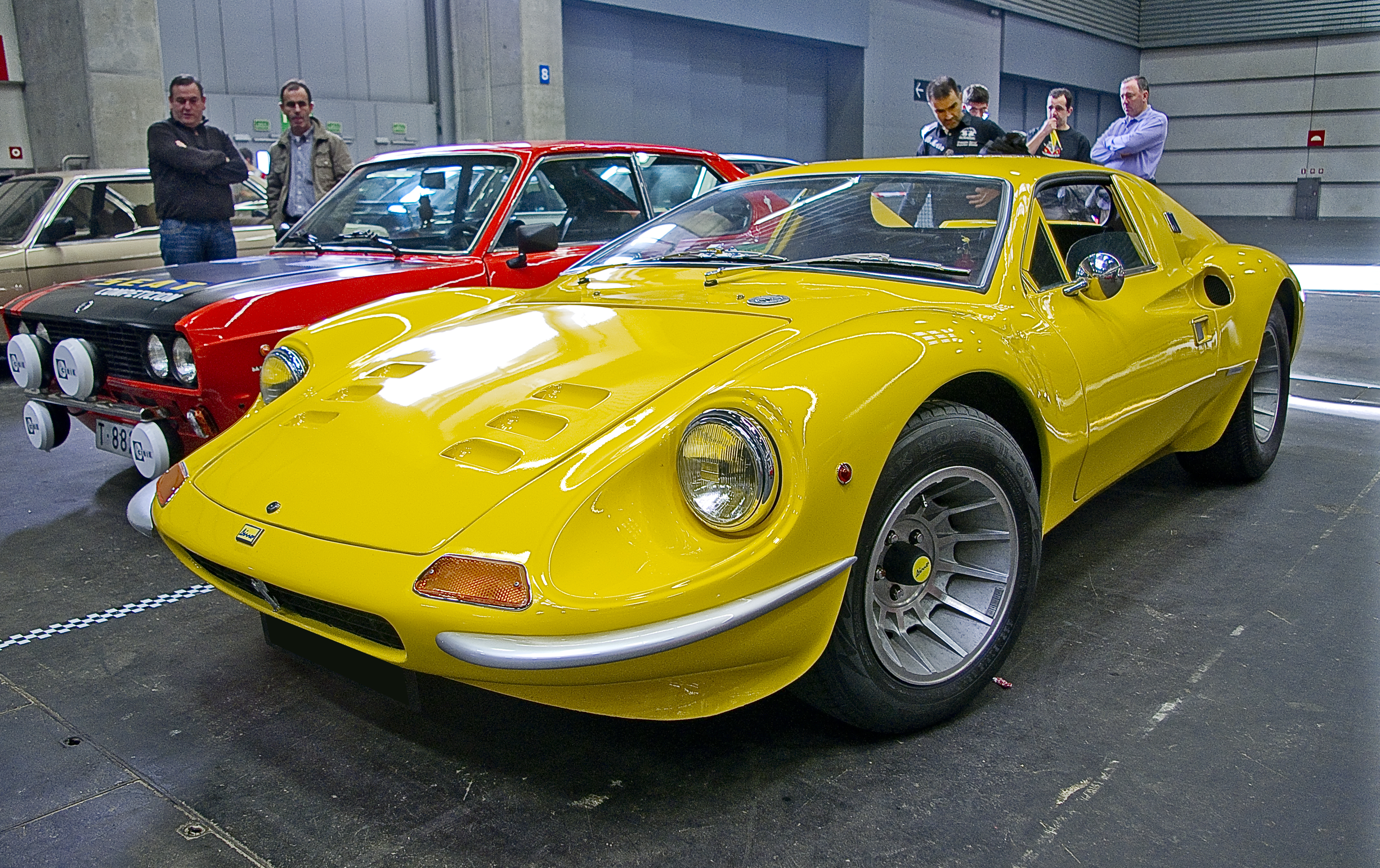
RW Karma auf VW-Basis

RW Kitcars Limited war ein britischer Hersteller von Automobilen.

## Unternehmensgeschichte
Roger Woolley gründete 1983 das Unternehmen in Melton Mowbray in der Grafschaft Leicestershire. Er begann mit der Produktion von Automobilen und Kits. Der Markenname lautete RW. 2000 endete die Produktion. Insgesamt entstanden über 800 Exemplare.

## Fahrzeuge
Das erste und meistverkaufte Modell war der Karma. RW übernahm von Automobile Design & Developments deren Modell AD Karma, das bisher unter der Marke AD vermarktet wurde. Das Fahrzeug ähnelte dem Dino 246. Zur Wahl standen das Fahrgestell vom VW Käfer mit dessen Vierzylinder-Boxermotor im Heck, ein Fahrgestell mit Frontmotor vom Ford Cortina sowie eines mit Mittelmotor-V8 von Rover. Von diesem Modell entstanden etwa 795 Exemplare.
Der Chopper stand von 1983 bis 1984 im Angebot. Die war ein Trike mit Motor vom VW Käfer. Hiervon entstanden etwa fünf Exemplare.
Der Taurus war die Nachbildung eines Lamborghini Countach. Dies war ursprünglich ebenfalls ein Projekt von Automobile Design & Developments. Auch dieses Modell basierte auf dem VW Käfer. Zwischen 1985 und 1986 entstanden etwa 32 Fahrzeuge, von denen etwa 30 nach Deutschland verkauft wurden.
Der 427 war der Nachfolger des AD 427 und somit die Nachbildung des AC Cobra. 18 Fahrzeuge hatten einen Frontmotor mit Hinterradantrieb. Zehn weitere Bausätze, die nach Frankreich verkauft wurden, basierten auf dem Fahrgestell des VW Käfer.